# アヒラーニー語
アヒラーニー語（アヒラーニーご、英: Ahirani）はインド語派カーンデーシュ語（諸語）に属する言語である。

## 関連項目

マハーラーシュトラ州の県

## 言語名別称
- Ahiri